# Găleșești, Argeș
Găleșești este un sat în comuna Suseni din județul Argeș, Muntenia, România.